# Vladan Giljen
Vladan Giljen (in serbo Владан Гиљен?; Nikšić, 12 luglio 1989) è un calciatore montenegrino, portiere dello Sutjeska.

## Carriera

### Club
Il 1º luglio 2014 sottoscrive un contratto annuale con la squadra albanese del Tërbuni Pukë, con scadenza il 30 giugno 2015.

### Nazionale
Ha giocato nelle nazionali giovanili montenegrine Under-19 ed Under-21.

## Statistiche

### Cronologia presenze e reti in nazionale
| Cronologia completa delle presenze e delle reti in nazionale ― Montenegro under 21 | Cronologia completa delle presenze e delle reti in nazionale ― Montenegro under 21 | Cronologia completa delle presenze e delle reti in nazionale ― Montenegro under 21 | Cronologia completa delle presenze e delle reti in nazionale ― Montenegro under 21 | Cronologia completa delle presenze e delle reti in nazionale ― Montenegro under 21 | Cronologia completa delle presenze e delle reti in nazionale ― Montenegro under 21 | Cronologia completa delle presenze e delle reti in nazionale ― Montenegro under 21 | Cronologia completa delle presenze e delle reti in nazionale ― Montenegro under 21 |
| Data                                                                               | Città                                                                              | In casa                                                                            | Risultato                                                                          | Ospiti                                                                             | Competizione                                                                       | Reti                                                                               | Note                                                                               |
| ---------------------------------------------------------------------------------- | ---------------------------------------------------------------------------------- | ---------------------------------------------------------------------------------- | ---------------------------------------------------------------------------------- | ---------------------------------------------------------------------------------- | ---------------------------------------------------------------------------------- | ---------------------------------------------------------------------------------- | ---------------------------------------------------------------------------------- |
| 7-6-2009                                                                           | Almaty                                                                             | Kazakistan under 21                                                                | 0 – 2                                                                              | Montenegro under 21                                                                | Qual. Europeo Under-21 2011                                                        | -                                                                                  |                                                                                    |
| Totale                                                                             |                                                                                    | Presenze                                                                           | 1                                                                                  |                                                                                    | Reti                                                                               | 0                                                                                  |                                                                                    |

## Palmarès

### Club

#### Competizioni nazionali
- Campionato montenegrino: 2

Sutjeska: 2017-2018, 2018-2019